# Сенсационализм
Сенсационализм (англ. sensationalism) — один из видов искажения фактов в медиа (СМИ), который предполагает преувеличение значимости событий с целью создания предвзятого впечатления о них, что может стать причиной манипуляции правдой. Сенсационализм может включать в себя освещение незначительных событий и информационных поводов, которые не оказывают влияния на общество, а также искажённое освещение значимых новостей, то есть их представление в тривиальном ключе или манере жёлтой прессы, что само по себе противоречит стандартам профессиональной журналистики.
Методы сенсационализма включают в себя преднамеренное уменьшение либо преувеличение значимости события, обращение к эмоциям, противоречивость фактов, намеренное умалчивание информации, голословность и действия по привлечению внимания аудитории. Незначительная информация и события иногда представляются искажённо и преувеличенно как важные. Это часто включает в себя представление историй о действиях отдельных индивидов или небольших групп людей, которые, по сравнению с действительно весомыми глобальными событиями, совершенно не имеют важности. К тому же, такие истории сами по себе не могут оказывать влияния на общество, однако преподносятся в такой манере, что привлекают внимание читателей. К примеру сенсационализма можно отнести скандал, связанный с Биллом Клинтоном и Моникой Левински в США.
Противопроложность сенсационализма — ложный баланс.

## В медиа
Одна из главных целей сенсационализма — повышение рейтингов или количества читателей, приводящее к возрастанию стоимости рекламы в издании и, как следствие, увеличению прибыли. Иногда это может привести к потере объективности СМИ на фоне стремления к материальной выгоде.
Одно из направлений журналистики в общественно-политических СМИ — это журналистское расследование, которое должно проводиться на основании фактов, документов и свидетельских показаний. В этой связи журналисты и редакторы часто обвиняются в сенсационализме и клевете со стороны тех, чьей репутации расследование нанесло ущерб. Тем не менее, журналисты имеют право раскрывать факты, наносящие вред чьей-либо репутации, если эти факты подтверждены доказательствами. Все же журналисты порой ошибочно полагаются на недостоверную информацию из ненадёжных анонимных источников, которые используют медиа в корыстных целях, а также в целях клеветы и давления на жертв и свидетелей, что также является одним из методов сенсационализма.
В некоторых случаях СМИ могут публиковать материалы только с целью создания «интересной истории», не полагаясь на факты и социальную значимость. Так, политологи порой спорят о целесообразности решения правительства, вынесшего бывшему президенту США Ричарду Никсону вотум недоверия на основании Уотергейтского скандала, который в свою очередь привёл к появлению новой тактики для медиа, выражающейся в распространении негативной, дискредитирующей информации о тех политических деятелях и прочих лицах, которые не пользуются симпатиями редакторов ведущих СМИ (как это было с Ричардом Никсоном).
Ещё одним инструментом сенсационализма является предвзятое описание политического события или фигуры или освещение одной стороны вопроса и в то же время умалчивание другой, что создаёт определённый, выгодный для медиа, имидж данной фигуры или события.
Предметом сенсационализма часто являются сложные темы и вопросы, например, аспекты бизнеса, экономики, науки и т. д. В свою очередь, вызывающие сильные эмоции темы могут публиковаться без должных подтверждений и доказательств. Это ещё один аспект сенсационализма, служащий тому, чтобы аудитория сформировала определённое мнение по какой-то проблеме.
СМИ могут также использовать юмористические сайты как источники для того, чтобы преподнести шутку как новость без каких-либо доказательств.

## История
Профессор журналистики и массовых коммуникаций Нью-йоркского университета Митчел Стивенс в своей книге «История новостей» отмечает, что сенсационализм встречался в Acta Diurna populi romani («Ежедневные дела римского народа») — табличках с начертанными на них новостными сообщениями, являвшихся официальным источником информации в Древнем Риме со времён Юлия Цезаря. Такие сообщения, содержащие искажённые факты, были ориентированы на безграмотных представителей общества. Также примеры сенсационализма встречаются в книгах 16-17 веков с целью «преподнесения уроков морали». Согласно исследованию Стивенса, сенсационализм в новостях позволил изданиям привлечь новую аудиторию, поскольку новости стали интересны низшему классу, у которого отсутствовала потребность в получении достоверной информации о политике и экономике. По мнению Стивенса, сенсационализм в некоторой степени способствовал повышению у аудитории интереса к новостям.

## В эфирном вещании
За использование сенсационализма часто критикуют радио- и телевизионные программы, построенные по принципу инфотейнмента. Согласно мнению социолога Джона Томпсона, споры по поводу использования в медиа сенсационализма основаны на неправильном понимании аудитории, в особенности телевизионной. Томпсон вкладывает в термин «масса» (составная часть термина «масс-медиа») многомиллионную аудиторию пассивных индивидов. Телевидение ограничено в показе сцен преступления, в то время как печатные СМИ всегда могут написать о том, свидетелями чего журналисты не являлись. Именно поэтому, согласно Томпсону, печатные СМИ более подвержены проблеме сенсационализма, чем телевидение.